# Indywidualne Mistrzostwa Ligi Juniorów na Żużlu 2008
Indywidualne Mistrzostwa Ligi Juniorów na Żużlu 2008 – zawody żużlowe, mające na celu wyłonienie medalistów indywidualnych mistrzostw Ligi Juniorów w sezonie 2008. W finale zwyciężył Maciej Janowski.

## Finał
- Leszno, 26 sierpnia 2008
- Sędzia: Henryk Kowalski

| Msc. | Zawodnik             | Klub                  | Pkt   |             |  |
| ---- | -------------------- | --------------------- | ----- | ----------- |  |
| 1    | Maciej Janowski      | Atlas Wrocław         | 15    | (3,3,3,3,3) |  |
| 2    | Robert Kasprzak      | Unia Leszno           | 13 +3 | (2,3,3,3,2) |  |
| 3    | Przemysław Pawlicki  | Unia Leszno           | 13 +2 | (3,3,3,2,2) |  |
| 4    | Mateusz Szczepaniak  | Włókniarz Częstochowa | 12    | (3,2,2,2,3) |  |
| 5    | Grzegorz Zengota     | ZKŻ Zielona Góra      | 10    | (3,1,3,3,0) |  |
| 6    | Adrian Szewczykowski | Caelum Stal Gorzów    | 9     | (2,1,2,1,3) |  |
| 7    | Patryk Dudek         | ZKŻ Zielona Góra      | 8     | (2,3,1,1,1) |  |
| 8    | Martin Vaculík       | Marma Rzeszów         | 7     | (1,1,1,3,1) |  |
| 9    | Adam Kajoch          | Unia Leszno           | 7     | (2,2,1,0,2) |  |
| 10   | Grzegorz Stróżyk     | Atlas Wrocław         | 7     | (1,2,2,2,w) |  |
| 11   | Damian Celmer        | Unibax Toruń          | 6     | (1,2,2,d,1) |  |
| 12   | Szymon Kiełbasa      | Unia Tarnów           | 5     | (1,1,1,2,0) |  |
| 13   | Oskar Pieniążek      | Unibax Toruń          | 4     | (0,0,0,1,3) |  |
| 14   | Tadeusz Kostro       | Unia Tarnów           | 2     | (0,0,0,0,2) |  |
| 15   | Mateusz Kowalczyk    | Włókniarz Częstochowa | 1     | (0,0,0,0,1) |  |
| 16   | Paweł Zmarzlik       | Caelum Stal Gorzów    | 1     | (0,0,0,1,0) |  |
|      | Sławomir Musielak    | Unia Leszno           | ns    |             |  |
|      | Paweł Ratajszczak    | Unia Leszno           | ns    |             |  |

Bieg po biegu:
1. Zengota, Dudek, Celmer, Pieniążek
2. Szczepaniak, Kajoch, Vaculík, Kowalczyk
3. Pawlicki, Kasprzak, Kiełbasa, Kostro
4. Janowski, Szewczykowski, Stróżyk, Zmarzlik
5. Dudek, Stróżyk, Vaculík, Kostro
6. Janowski, Szczepaniak, Kiełbasa, Pieniążek
7. Kasprzak, Celmer, Szewczykowski, Kowalczyk
8. Pawlicki, Kajoch, Zengota, Zmarzlik
9. Kasprzak, Szczepaniak, Dudek, Zmarzlik
10. Pawlicki, Szewczykowski, Vaculík, Pieniążek
11. Janowski, Celmer, Kajoch, Kostro
12. Zengota, Stróżyk, Kiełbasa, Kowalczyk
13. Janowski, Pawlicki, Dudek, Kowalczyk
14. Kasprzak, Stróżyk, Pieniążek, Kajoch
15. Vaculík, Kiełbasa, Zmarzlik, Celmer (d/start)
16. Zengota, Szczepaniak, Szewczykowski, Kostro
17. Szewczykowski, Kajoch, Dudek, Kiełbasa
18. Pieniążek, Kostro, Kowalczyk, Zmarzlik
19. Szczepaniak, Pawlicki, Celmer, Stróżyk (w/su)
20. Janowski, Kasprzak, Vaculík, Zengota
21. Bieg o 2. miejsce: Kasprzak, Pawlicki